# R?MJ
『R?MJ』（エムジェイ）は1997年にバンダイより発売された恐怖を題材にしたPlayStationとセガサターン用のホラーアクションアドベンチャーゲーム。
CD-ROM2枚組で構成されたホラーゲーム。タイトルの『R?MJ』は、R?はrevenge(復讐)、MJはMutation Jack(突然変異の男)の略称を組み合わせたものである。

## あらすじ
1999年の夏、とある総合病院で爆発事故が起き、大石ハジメらその場に居合わせたものたちは院内に閉じ込められてしまう。
この病院では、ラミアウイルスという致死性のウイルスが蔓延しており、ハジメの友人であるトモヲも感染してしまう。

## 登場人物
大石ハジメ（おおいし-）
年齢:18 誕生日:12月11日 血液型:O 身長:179cm 体重:68kg BWH:98cm/77cm/82cm
本編の主人公。大石家の長男。横浦県出身の三石県立三石高校3年生。バイクとロックと旅行が趣味。
親の諸事情により高校2年生の学年末に横浦県から三石県に引っ越ししたため、親友のリョウやトモヲとプレイしていたサッカーを辞めてしまう。
古代ウイルスへの抗体となる特殊なDNAを持つ者であり、天真静夫が探し求めていた「MJ」である。最後はアスモデスを倒し、遺跡採掘用の列車に乗ってアヤとリョウと共に脱出を果たした。
ゲームでは台詞の無いキャラだが、小説版ではやや口が悪い少年となっている。
如月アヤ（きさらぎ-）
年齢:21 誕生日:7月4日 血液型:A 身長:167cm 体重:45kg BWH:87cm/59cm/88cm
S.T.総合病院に勤務する内科担当の新人看護婦。横浦県出身。趣味は、注射を打つこと、寝ること、カラオケ。
父親の失踪と母の病気をきっかけに自分の夢を捨てて看護婦になった。性格は明るく元気で、周囲からの受けが良い。また、休日にはレースクイーンの仕事もしている。
病院の地下にて天真院長の実験に掛けられ、トモヲやミサトと共に化け物と化してしまうが「MJ」であるハジメの血液から作られた製薬で人間に戻る。その後はハジメと行動を共にし、最後は列車で脱出した。小説版のエピローグでは医師免許の取得を目指している。
モーションキャプチャーによって再現されたキャラクターであり、ゲーム内でコマンドを入力する事により、モデルとなった人物のフォトクリップが閲覧出来る。
流石トモヲ（さすが-）
年齢:18 誕生日:3月29日 血液型:B 身長:168cm 体重:60kg BWH:90cm/76cm/80cm
ハジメとリョウの親友。大石家の長男。横浦県出身の三石県立三石高校3年生。趣味は、帽子、ビデオゲーム、スケボー、スノボー。
三人の中で一番明るくひょうきんで、有り余る両親の愛情の中で育ち、誰にでも愛される人柄を持つ。但し、小説版ではハジメに煙たがられている面がある。
幼少期から身体が弱く病気がちだったため、サッカーでレギュラーにはなれなかった。将来はプロのボーダーを夢見ている。
天真院長の実験で化け物化した後、ハジメに製薬を投与されて人間に戻るも直後にアスモデス化した偽リョウに殺害される。小説版では最期はやや異なるが、ミサトと違って死亡する結末は変わらない。
新真リョウ（しんま-）
年齢:18 誕生日:8月7日 血液型:B 身長:185cm 体重:75kg BWH:110cm/87cm/92cm
ハジメとトモヲの親友。横浦県出身のフリーター。趣味は、格闘技、車、レゲェ系音楽。
短気だが優しい面もあり、三人の中では頼れる兄貴的存在。愛車はオープンカーのダッチ。
その正体は、MJを捕獲するために天真静夫によって生み出されたクローン人間。アズモ遺跡から発掘したミイラの遺伝子を解析し、古代人類を復活させようとしてクローン培養されていた。二人存在し、ハジメ達の知っているリョウは失敗作だが、不完全なアスモデスDNAを観察する目的で生かされていた。このリョウはゲーム開始前に病院の地下に幽閉されている。それが判明した後、偽リョウ共々アスモデスへと変異を遂げるも脱走。ロバートに拘束され、古代遺跡に移動させられた後にハジメに製薬を投与されて人間に戻る。共に脱出を目指す最中、襲い掛かって来たロバートに戦いを挑むも敗北。アズモがロバートを殺害した隙に列車を動かし、ハジメ、アヤと共に脱出した。
アズモ
序盤からハジメ達と行動を共にしていた偽のリョウで、古代人のDNAから生み出された完全体。天真静夫の指示でハジメ達を誘導し、病院の地下にて正体を現す。アスモデス化した後に本物のリョウと共に遺跡に移動され、ハジメはどちらのリョウに製薬を投与するかの二択を迫られる。本物のリョウが復活した後は放置されたのだが、何故かより完全なアスモデスとして覚醒し、トモヲを殺害。ロバートに殴り倒されると青い体へと謎の変異を遂げ（小説版でも説明は無い）そのロバートをも瞬殺した。直後に謎の大岩に潰されるもすぐに復活し、ハジメ達の列車に飛び乗って来る。その場はハジメの銃撃で列車から落ちるも、またしても瞬時に再生し、再び列車に追い付いては壁を焼き切って侵入する（その際にミサトも殺している）。しかし古代人の「インフルエンザに弱い」という性質により、ハジメにインフルエンザ99型の予防接種を打ち込まれた事で融解した。
早川ミサト（はやかわ-）
年齢:15 誕生日:2月14日 血液型:AB 身長:170cm 体重:42kg BWH:85cm/52cm/86cm
S.T.総合病院に通院しているクォーターの帰国子女。出身地はアメリカ(国籍は日本)。趣味は、クラブ系音楽、ファッション、人間観察。私立天女学園中等部3年。「Boys Kiss」の専属モデル。
国内でも有数の資産家の家庭で何不自由ない生活を送るが、両親からの愛情には恵まれずに育った。感情の起伏が激しく、彼女をみんなに紹介しようとするアヤを振り切って怒り出してしまう。
留学中に原因不明の奇病「ミディー」を発病し、日常生活には全く支障はないが、「ミディー」に対応しているS.T.総合病院に月一回の割合で京東都から通院している。
症状が進行すると、赤や霧といったものを異常に好み、血液を求めて夜な夜な徘徊する、バンパイアのようなもう一つの人格が出現する。
当初は疎んでいたトモヲに徐々に惹かれていくも、最後はトモヲがアスモデスに殺される形で死別。脱出時は列車の中でトモヲの帽子（いつどうやって拾ったのかは不明）を抱えて泣いていたが、追ってきたアスモデスに列車の壁ごと蒸発させられて死亡する。
小説版では生存するように展開が変わっており、『カウントダウンヴァンパイヤーズ』にもこの設定を引き継いで出演している。
天真静夫（てんま-しずお）
年齢:64 誕生日:6月6日 血液型:O 身長:170cm 体重:75kg BWH:98cm/97cm/99cm
京東都出身。S.T.病院設立者である天真宗治郎の長男で、S.T.病院院長であると同時に、世界的企業グループ・S.T.Gの製薬事業担当者。趣味は、遺跡の研究、ステッキ&パイプの収集。
父の発見した古代遺跡とミイラを手掛かりに、アズモ伝説とミイラに残された古代遺伝子を長年研究している。
今回の事件の黒幕であり、古代ウィルスを世界にばら撒き、アスモデスとMJを用いて生み出した古代ウィルスの予防薬で莫大な利益を得ようと目論む。病院を建てたのもMJを見つけ出す為である。しかし真の目的は古代人アスモデスを復活させて全てを支配させる事である。ロバートが監視員である事を知らずその事を声高らかに語った為、最期はアスモデス復活を目前に狂喜する中、ロバートに射殺される。
ロバート鮫島（-さめじま）
年齢:31 誕生日:12月24日 血液型:B 身長:197cm 体重:91kg BWH:122cm/91cm/98cm
アイスマンと呼ばれている天真院長の側近であるカナダ人。闇格闘「リアルX」では十数人を顔色一つ変えず、死へと追いやった事もある。趣味は格闘。
天真の事を「Boss」と呼ぶが、その正体はS.T.G.から派遣された幹部候補生で、天真の監視を命じられていた。天真の暴走を確信したS.T.G.の指令で天真を殺害し、MJの事を知るハジメ達も全員始末しようとするが、アスモデスに殺され、その死体は列車に追いつく程の凄まじいスピードで投げ捨てられた。
ゲームでは簡単な英語しか話さないが、小説版では流暢な日本語を話す。
立花レイカ（たちばな-）
天真院長の秘書兼愛人だが、その正体はS.T.G.本部からの内通者である。
山田ゴロウ（やまだ-）
年齢:52 身長:165cm 体重:91kg BWH:121cm/100cm/110cm
S.T.総合病院の警備員。建設会社をリストラされ妻と離婚し、再就職前日に親父狩りにあうなど不運な人生を送っている。趣味は、Nゲージ。
本編では既にラミアウイルスに感染し死去しており、病院一階のストラッチャーに白い布を被せられ放置されている。
彼の容姿は、攻略本内でのみ確認できる。

## 地理
天真宗治郎記念総合病院
通称:S.T.病院。日本S.T.G.支部に属する医療機関。本作の舞台。

## ウイルス
ラミアウイルス
空気感染により広範囲に蔓延する。感染すると全身の皮膚が斑点のようになり、次に高熱を発するようになり、末期症状になると全員が痙攣するようになる。
最終的にはエボラのように、全身の穴という穴から血液を吹き出して死去する。
ベルゼブブウイルス
空気感染により広範囲に蔓延する。感染すると全身が激しく痙攣に見舞われ、さらに全身が赤色に発色し、最終的にはゴム風船に針を刺した時のように全身が破裂する。
ダゴン菌
空気感染により広範囲に蔓延する。感染すると全身に小さな赤い斑点が現れ、症状が進むに従い、斑点が黒く変色する。
次第に黒色部分が広範囲に広がっていき、全身が黒色化したときに感染者は死を迎える。
死亡率が極めて高く、黒色化が進行した患者の治療が適切な処置でない限り、生存はほぼ不可能である。
レイス菌
空気感染により広範囲に蔓延する。感染するとダゴン菌と同じ症状が起こるが、さらに進行すると痙攣を伴った激しい嘔吐に見舞われる。
最終的には口から大量の泡を吐き出しながら死亡する。
インフルエンザ99型

## 小説版
R?MJ - ザ・ミステリーホスピタル
（著：是方那穂子、出版社：アスキー〈アスペクトノベルズ〉）
ゲームのノベライズ作品だが、本編で描写不足だった点、矛盾点のフォローや補間が成されており、ゲームで残された謎を解き明かす内容となっている。また、結末もゲームから変更されている。